# Гімн Вільної Росії
Гімн Вільної Росії (рос. Гимн Свободной России) — варіант гімну Російської республіки запропонований після Лютневої Революції.

## Історія
За словами Гречаннікова у його книзі «Моє життя», виданій у Нью-Йорку 1954 року 
|  | Звістку про Лютневу революцію зустріли у Москві з великим ентузіазмом. … Я кидаюся додому, і за півгодини музика для гімну вже була готова, але слова? Перші два рядки: «Хай живе Росія, Вільна країна»… я взяв із Сологуба, подальше мені не подобалося. Як бути? Дзвоню Бальмонту. Він до мене моментально приходить, і за кілька хвилин готовий текст гімну. Весь прибуток від продажу йде на користь звільнених політв'язнів. Їду на Кузнецький міст у видавництво. Гутхейль. Не гаючи часу, він одразу ж вирушає до нотодрукарні, і до середини наступного дня вікно магазину А. Гутхейль вже прикрашено новим «Гімном Вільної Росії». Короткий час усі театри були закриті, а коли вони відкрилися, на першій виставі після відновлення у Большому театрі гімн під керівництвом Е. Купера був виконаний хором і оркестром разом з «Марсельезою». |

Пізніше Гречанніков повідомив :
|  | В Америці мої друзі Курт Шиндлер з дружиною переклали текст англійською мовою, видавництво Ширмера його надрукувало, і в Америці він швидко отримав таку ж, якщо не більшу, ніж в Росії, популярність. Трималася вона довго і після того, як у Росії вже ніякої свободи не було… |

## Текст
|  | Да здравствует Россия, свободная страна! Свободная стихия великой суждена! Могучая держава, безбрежный океан! Борцам за волю слава, развеявшим туман! Да здравствует Россия, свободная страна! Свободная стихия великой суждена! Леса, поля и нивы, и степи, и моря. Мы вольны и счастливы, нам всем горит заря! Да здравствует Россия, свободная страна! Свободная стихия великой суждена! |

Найбільш відомою пісня стала у виконанні співаків українського походження Федіра Орешкевича, запис якого був зроблений у Києві 1917 року, та виконанні Давида Медова записаним 1926 року в США .

## Використання на радіо
Як згадував ветеран радіо Джин Сосін у книзі «Іскри Свободи», незабаром після виходу Радіо Свобода в ефір йому знадобилася музична заставка, за якою слухачі могли впізнавати російські передачі і налаштуватися на потрібну частоту, оскільки музичний сигнал краще пробивався через радянські глушилки. Вирішено було вибрати "Гімн Вільної Росії" Олександра Гречанінова. І тридцять вісім років поспіль, з 1953,  мільйони слухачів у Радянському Союзі, ловлячи Російську службу, вдень і вночі чули цю мелодію, і навіть не знаючи її походження, пов'язували її зі «вільним голосом» із зовнішнього світу. Холодна війна давно вже позаду, а мелодія звучить, як і раніше .
У своєму посланні «Радіо Свобода» у зв'язку з сорокарічним ювілеєм станції перший президент РФ Борис Єльцин сказав : 
|  | Важко переоцінити значення вашого внеску на знищення тоталітарного режиму у колишньому СРСР. Але не менш важливими є ваші зусилля зараз у справі інформування російських слухачів про події в нашій країні та в усьому світі. |

## Новітнє використання
Після повномасштабного вторгнення Росії в Україну 2022 року Гімн Вільної Росії здобув популярність серед антивоєнних активістів та пропонується як один з варіантів нового гімну країни після завершення епохи путінізму.

## Див також
- Гімн Росії